# Heinrich Benckert
Heinrich Benckert (Berlijn, 5 september 1907 – Rostock, 13 mei 1968) was een Duits luthers theoloog.

## Biografie
In 1931 werd Benckert tot doctor in de filosofie; vier jaar later, 1935, tot doctor in de theologie. In 1932 begon hij als dominee te werken in Passow en in 1935 in Breslau. Als gevolg van de Kirchenkampf kreeg Heinrich Benckert in de jaren 1936 en 1937 een verblijfsverbod in Silezië; in Piła moest hij zijn gevangenisstraf uitzitten. Van 1945 tot 1955 was Benckert dominee in Erfurt. In Halle kreeg hij in 1949 een onderwijsopdracht. Vanaf 1955 werkte hij als hoogleraar systematische theologie in Rostock. Benckert was lid van de Ökumenischer Studienausschuss. De Georg-August-Universität Göttingen verleende hem in 1961, zeven jaar voor zijn dood, de eredoctoraat in de theologie.

## Publicaties
- Der Begriff der Entscheidung bei Ernst Troeltsch (1932)
- Der Begriff des Glaubensaktes (1935)
- Die Stofflichkeit der Abendmahlsgabe (1961)